# 栄福寺 (印西市)
栄福寺（えいふくじ）は、千葉県印西市角田（つのだ）にある天台宗の寺院。重要文化財の薬師堂がある。
奈良時代、聖武天皇の代の天平年間（729年 - 749年）に行基による開基と伝わる。
薬師堂は室町時代の文明4年（1472年）建立されたもので、建立年代が明らかな中では千葉県最古の建造物である。
太平洋戦争後の昭和29年（1954年）9月17日に重要文化財に指定された。
市内小倉の宝珠院観音堂と構造や形式が類似することでも知られる。

## 文化財

### 重要文化財（国指定）
- 薬師堂 - 室町時代後期（1472年）の建立。桁行三間、梁間三間、一重、寄棟造、向拝一間、茅葺。昭和29年（1954年）09月17日指定。

## アクセス
- 北総線印旛日本医大駅から徒歩30分。